# Microsoft Money

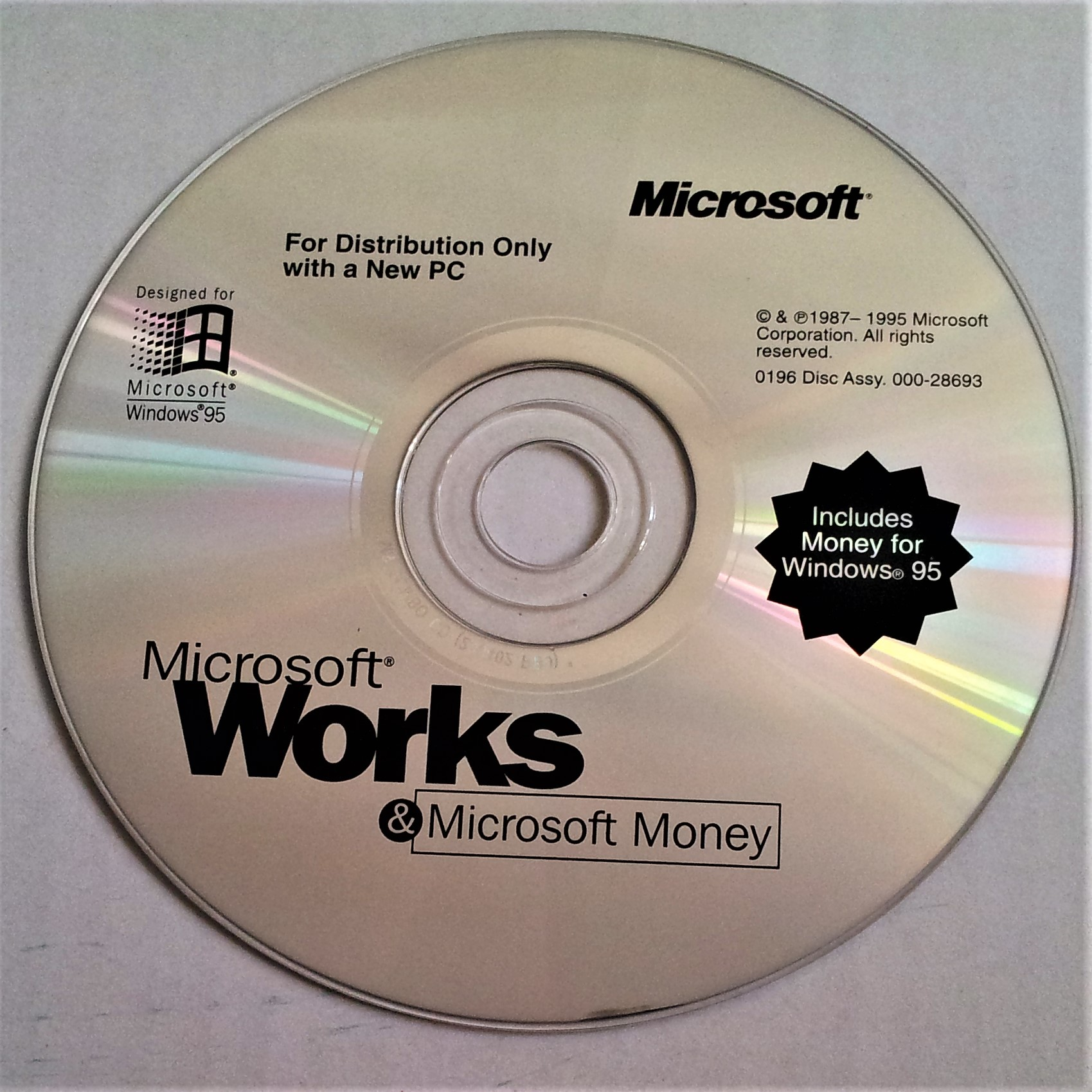
Eine Installation-CD von Microsoft Works 4.0 mit Microsoft Money 95

Microsoft Money ist eine für den Privatgebrauch und kleine Firmen vorgesehene Finanzverwaltungssoftware. Bei der ersten Version handelte es sich um Microsoft Money for Windows, das am 1. September 1991 vorgestellt worden ist. 2009 kündigte Microsoft an, den Verkauf von Microsoft Money einzustellen und den Support auf 2011 zu beenden.

## Lokalisierungen
Ursprünglich gab es viele Lokalisierungen von Money, die nach und nach eingestellt worden sind. Die Versionen für Brasilien, deutschsprachige Länder oder Italien wurden um die Jahrtausendwende eingestellt: Einerseits konnten sich diese Ausgaben am Markt nicht hinreichend durchsetzen, anderseits war der Aufwand in Relation zur Nachfrage zu hoch, so müsste beispielsweise für Deutschland die HBCI-Schnittstelle implementiert werden. So war Money 99 die letzte deutsche, Money 2000 die letzte italienische, österreichische und schweizerische Version.
Die Version für das Vereinigte Königreich, Frankreich und die im „International English“, die für Australien, Singapur und andere englischsprachige Länder hergestellt wurde, aber nicht die sonst üblichen landesspezifischen Anpassungen wie Steuersätze, Finanzplanung etc. hat, wurde nach Money 2005 nicht mehr fortgesetzt. Die Ausgabe für Kanada wurde 2006 eingestellt.
Die letzte englischsprachige Version Money 2008 wurde von Microsoft bis Juni 2009 in den USA und Japan verkauft. Aufgrund der zuletzt starken Online-Integration der Applikation wurde von Microsoft als Kompromiss „Money Plus Sunset“ auf Basis von Money 2008 ohne Online-Funktionen erstellt und den Anwendern kostenlos zum Download angeboten.

### Lokalisierung für Deutschland
Die letzte in Deutschland erhältliche Version Money 99 – Version 2000 ist ein Update der ursprünglichen Version Money 99, welche Microsoft wegen einer großen Zahl von Programmfehlern vom Markt nehmen musste (Produktelimination) und aktualisierte. Besonders im Hinblick auf die anstehende Euroumstellung war die erste Version sehr mangelhaft. Alle Besitzer der ursprünglichen Version Money 99 erhielten über Microsoft kostenlos das Update auf die neuere Version. Doch auch die aktualisierte Version enthielt noch nicht die erhoffte HBCI-Anbindung für das Online Banking in Deutschland. Sie blieb beschränkt auf den Zugang über Bildschirmtext (später T-Online).
Durch Engagement in der deutschen Newsgroup zu Money wird Money 99 weiter am Leben gehalten. Richtig installiert kann Money 99 auch auf den neueren Windows-Betriebssystemen bis einschließlich Windows 10 verwendet werden. Auch unter Windows 11 ist Money weiterhin reibungslos einsetzbar. Ein seit 2002 vom Deutschen Ulrich Amann entwickeltes HBCI-Modul ermöglicht Online-Banking über die HBCI-Schnittstelle.